# Giuseppe Corradi
Pour les articles homonymes, voir Corradi.
Giuseppe Corradi est un footballeur international italien, né le 7 juillet 1932 à Modène en Émilie-Romagne et mort le 22 juillet 2002 à Lanzo dans le Piémont. Il évolue au poste de défenseur de la fin des années 1940 au milieu des années 1960.
Formé au Modène FC, il rejoint ensuite la Juventus FC avec qui il remporte le championnat d'Italie en 1952 et 1958 et la Coupe d'Italie en 1959. Il termine sa carrière professionnelle au Mantoue FC.
Il compte huit sélections en sélection italienne de 1952 à 1958 et dispute le tournoi de football des Jeux olympiques de 1952.
Il devient par la suite entraîneur et dirige durant les années 1970, l'AC Pise, l'US Lecce et Spezia Calcio.

## Biographie

### Joueur en club
Giuseppe Corradi commence le football au Modène FC avec qui il fait ses débuts en équipe première en 1949. Deux ans plus tard, âgé de 19 ans, il rejoint la Juventus FC. Défenseur évoluant à l'aile mais également au centre et utilisé aussi au poste d'ailier, il remporte avec ses coéquipiers le titre en fin de saison. La même année, il dispute avec l'équipe nationale olympique le tournoi de football des Jeux olympiques de 1952. En début de saison suivante, il est pour la première fois appelé en sélection italienne et dispute la rencontre face aux États-Unis remportée sur le score de huit buts à zéro. Il dispute deux autres rencontres avec la sélection lors de l'année 1952. En championnat, il termine, avec la Juventus FC, vice-champion à deux points de l'Inter Milan. Handicapé par de nombreuses blessures, il ne dispute que huit rencontres de championnat la saison suivante que le club termine également à la deuxième place. Débarrassé de ses problèmes physiques, il retrouve une place de titulaire en 1955. Lors de la saison 1957-1958, il remporte avec son club le deuxième championnat de sa carrière et retrouve également la sélection. Il connaît sa dernière sélection en novembre 1958 face à la France et, en club, remporte lors de la saison 1958-1959 la Coupe d'Italie.
Après 203 rencontres avec la Juventus, il rejoint en 1959 le Genoa CFC où il évolue deux saisons. Il termine sa carrière professionnelle au Mantoue FC.

### Entraîneur
Giuseppe Corradi devient, en avril 1970, entraîneur du AC Pise, club de Série B en remplacement de Lauro Toneatto. Après cette première courte expérience, il rejoint en 1971 l'US Lecce, club de Série C. Le club termine, en fin de saison, deuxième du groupe C à cinq points du promu Città di Brindisi et, échoue à la même place le championnat suivant, à trois points du promu l'AS Avellino.
Il signe alors au Spezia Calcio qui termine douzième de série C en 1974 et 1975. Il est démis de ses fonctions en cours de saison 1975-1976 et remplacé par Giuseppe Bumbaca. Il retourne en 1977 à l'AC Pise où il remplacé en cours de saison.

## Palmarès
- Champion d'Italie en 1952 et 1958 avec la Juventus.
- Vice-champion d'Italie en 1953 et 1954 avec la Juventus FC.
- Vainqueur de la Coupe d'Italie en 1959 avec la Juventus FC.

- Huit sélections en sélection italienne.